# Хлорохін
Хлорохін (Делагіл) — синтетичний антипротозойний та антиревматичний препарат, що є похідним 4-амінохіноліну, для перорального та парентерального застосування. Уперше хлорохін синтезував у 1934 році в лабораторії компанії Bayer німецький вчений Ганс Андерзаг та після тривалих клінічних досліджень затвердили для лікування та профілактики малярії у 1947 році.

## Фармакологічні властивості
Хлорохін — синтетичний антипротозойний препарат, що є похідним 4-амінохіноліну. Препарат має бактерицидну дію, що пов'язана з порушенням процесів реплікації ДНК у клітинах малярійних плазмодіїв, механізм дії на патогенні амеби не встановлений. Препарат активний лише до еритроцитарних форм плазмодіїв та неактивний до екзоеритроцитарних (тканинних) форм. З кінця 50-х років XX століття значно збільшилась кількість штамів малярійних плазмодіїв, нечутливих до хлорохіну. Хлорохін має протизапальну та протиалергічну дію, зв'язує вільні радикали, пригнічує реактивність лімфоцитів та гальмує хемотаксис лейкоцитів, пригнічує активність нейтральної протеази та колагенази, знижує внутрішньокапілярну агрегацію еритроцитів, має помірну імунодепресивну дію. Згідно клінічних досліджень, хлорохін має здатність призупиняти розвиток раку печінки.

### Фармакокінетика
Після прийому всередину хлорохін швидко всмоктується, біодоступність препарату при пероральному прийомі становить 85—90 %, при внутрішньовенному& — 100 %. Максимальна концентрація в крові досягається протягом 2—6 годин після прийому всередину. Високі концентрації хлорохін створює у багатьох тканинах та рідинах організму, найвищі — в печінці, нирках, селезінці, легенях. Хлорохін накопичується в еритроцитах, особливо в уражених плазмодіями, в яких концентрація препарату у 100—300 разів вища, чим у неуражених клітинах. Препарат зв'язується з клітинами, що містять меланін (клітини шкіри, очей) та з гранулоцитами і тромбоцитами. Хлорохін проникає через плацентарний бар'єр та виділяється в грудне молоко. Препарат метаболізується в печінці з утворенням неактивних метаболітів. Виводиться хлорохін з організму переважно нирками. Період напіввиведення препарату становить при короткочасному прийомі 4—9 діб, при тривалому прийомі цей час може продовжуватись до 30—60 діб, існує ймовірність збільшення цього часу при печінковій та нирковій недостатності.

## Показання до застосування
Хлорохін застосовують для профілактики та лікування малярії, яку спричинюють чутливі штами плазмодіїв (крім екзоеритроцитарних форм) та позакишкового амебіазу. На сьогодні його не використовують для лікування тропічної малярії, яку спричинює Plasmodium falciparum, адже цей збудник на даний момент до хлорохіну не є чутливим. Застосовують для лікування ревматоїдного артриту, системного червоного вовчака, системної склеродермії, фотодерматозів.

## Побічна дія
При нетривалому застосуванні хлорохіну побічні ефекти спостерігають вкрай рідко. При тривалому застосуванні хлорохіну (при лікуванні ревматологічних захворювань) можливе виникнення наступних небажаних ефектів:
- З боку шкіри та підшкірної клітковини — висип на шкірі, свербіж шкіри, порушення пігментації, випадіння волосся, загострення шкірної порфірії.
- З боку травної системи — нудота, блювання, діарея, біль в животі, порушення функції печінки.
- З боку нервової системи та органів чуттів — головний біль, парестезії, нейропатія, міопатія, міалгії, судоми, загострення міастенії, збудження, запаморочення, дзвін у вухах, затуманення зору, поява скотом, порушення акомодації; при тривалому прийомі (більше 10 років) кератопатія та необоротна ретинопатія (до 10 % випадків).[8]
- З боку серцево-судинної системи — артеріальна гіпотензія, зміни на ЕКГ — порушення провідності та інверсія зубця Т, при тривалому лікуванні високими дозами імовірний розвиток кардіоміопатії.
- Зміни в лабораторних аналізах — тромбоцитопенія, агранулоцитоз, апластична анемія, панцитопенія.[1]

## Протипокази
Хлорохін протипоказаний при підвищеній чутливості до препарату, міастенії, будь-яких порушеннях з боку сітківки або при порушенні полів зору, недостатності глюкозо-6-фосфатдегідрогенази, епілепсії. Препарат не застосовують одночасно з левамізолом, аміодароном, фенілбутазоном, пеніциламіном, цитостатиками та препаратами золота. З обережністю хлорохін застосовують при вагітності та годуванні грудьми.

## Форми випуску
Хлорохін випускають у вигляді таблеток по 0,2 г у вигляді хлорохіну сульфату та 0,25 г у вигляді хлорохіну дифосфату та ампулах по 5 мл 5 % розчину.

## Дослідження препарату в лікуванні коронавірусної хвороби 2019 (COVID-19)
Проводяться дослідження використання хлорохіну при лікуванні коронавірусної хвороби 2019 (COVID-19). Китайські науковці у перших пошукових дослідженнях продемонстрували, що препарат виявив здатність блокувати розмноження SARS-CoV-2 у культурі клітин. Американська державна організація Управління з контролю продовольства і медикаментів (Food and Drug Administration, FDA) дала 30.березня 2020 року дозвіл на застосування хлорохіну для експериментального лікування хворих на коронавірусну хворобу 2019. Понад 130 000 пацієнтів планувалося для участі в клінічних дослідженнях, що мали оцінити ефективність гідроксихлорохіну чи хлорохіну в усьому світі. Хоча ці препарати розглядаються в першу чергу як варіант лікування, існує також значний інтерес до профілактичного застосування гідроксихлорохіну. 52 дослідження відповідають найвищому стандарту дизайну (рандомізовані, подвійні сліпі та плацебо-контрольовані)
У квітні 2020 року дослідження хлорохіну при лікуванні 81 госпіталізованих пацієнтів у Бразилії було припинено. Близько 40 хворих на коронавірусну хворобу 2019 отримували дозу 600 міліграм упродовж 10 днів. На шостий день лікування 11 з них померли, що призвело до негайного припинення клінічних досліджень.
Американська державна організація «Управління з контролю продовольства і медикаментів» (Food and Drug Administration, FDA) 15 червня 2020 року застерегла від використання хлорохіну для лікування хворих на COVID-19 поза лікарнею або клінічним дослідженням через ризик проблем із серцевим ритмом. На підставі поточного аналізу та нових наукових даних FDA скасувала дозвіл на екстрене використання (EUA) хлорохіну для лікування коронавірусної хвороби 2019 у деяких госпіталізованих пацієнтів, коли клінічне дослідження / випробування недоступне або участь у ньому неможлива. Це визначено на основі останніх результатів великого рандомізованого клінічного випробування госпіталізованих пацієнтів, у яких виявлено, що ці ліки не виявили користі для зниження ймовірності смерті або прискорення одужання. Цей результат узгоджено з іншими новими даними, в тому числі з тими, що показують те, що запропоноване дозування цих лікарських засобів навряд чи вб'є або інгібує вірус, який спричинює COVID-19.
14 липня 2020 року МОЗ України внаслідок роботи робочої групи змінило у протоколі лікування хворих на коронавірусну хворобу 2019 використання хлорохіну, припинивши їх призначення при тяжких формах у дорослих і у дітей, але залишивши для лікування хвороби у групах ризику, при середньотяжких формах у стаціонарі та постекспозиційній профілактики під наглядом лікаря.